# 艾維奇體驗
艾維奇體驗（英語：Avicii Experience）是一座位於瑞典斯德哥爾摩的音樂博物館，紀念已故的音樂創作人提姆·貝里林，或更熟悉的藝名艾維奇（Avicii）。

## 歷史
艾維奇在2018年自殺死後，他父母到訪ABBA博物館，這互動式博物館是展示ABBA的作品。之後他們決定辦一個類似的博物館，以紀念艾維奇。艾維奇父母希望能讓愛好者有一個地方記得和慶祝他們已故的兒子，並能得知艾維奇創作音樂的過程。
2020年6月9日，官方宣佈艾維奇紀念博物館將會在2021年夏天在斯德哥爾摩開幕。2022年2月，博物館正式命名為艾維奇體驗，由韋姆蘭公爵卡爾·菲利普王子和韋姆蘭公爵夫人蘇菲亞王妃及父親克拉斯（Klas）主持開幕儀式。博物館位於賽格爾廣場附近的斯德哥爾摩空間（Space Stockholm），這是一幢新建的數位文化中心。佩尔·松丁是博物館的共同創辦人。

## 特色
博物館重建了艾維奇童年時期的房間，以及在洛杉磯的大宅。此外亦收錄了艾維奇最熱門的歌曲，以及他對音樂混音的能力，和一些沒有正式發佈的音樂。博物館設有不同展覽，介紹他各時段的成長和生活，包括模擬他在2016年退休前的高強度生活方式，這設計使訪客能了解艾維奇面對的健康問題。此外展覽亦是致力提高年輕人和整個音樂界對心理健康問題的認識。博物館部份收益會捐給提姆·貝里林基金會。